# Buniwah (Bojong)
Buniwah is een bestuurslaag in het regentschap Tegal van de provincie Midden-Java, Indonesië. Buniwah telt 2869 inwoners (volkstelling 2010).